# Apfelberg
Apfelberg è una frazione di 1 145 abitanti del comune austriaco di Knittelfeld, nel distretto di Murtal, in Stiria. Già comune autonomo, il 1º gennaio 2015 è stato aggregato a Knittelfeld.